# Symposiachrus bimaculatus
El monarca bimaculado (Symposiachrus bimaculatus) es una especie de ave paseriforme de la familia Monarchidae endémica de las islas Molucas septentrionales. Su hábitat natural son los bosques húmedos tropicales.

## Taxonomía
Se clasificaba en el género Monarcha hasta que fue trasladado al género Symposiachrus en 2009. Anteriormente fue considerado una subespecie del monarca de anteojos.
Se reconocen dos subespecies:
- S. b. bimaculatus - (Gray, GR, 1861): se encuentra en Morotai, Halmahera y las islas Bacan;
- S. b. diadematus - (Salvadori, 1878): se localiza en las islas Bisa y Obi.